# Richard Yator
Richard Yator (4 giugno 1998) è un mezzofondista keniota.

## Biografia
Nel 2015 ha vinto una medaglia d'argento nei 3000 metri ai Campionati africani under 18 di atletica leggera ed una medaglia d'oro sulla medesima distanza ai Mondiali della stessa categoria d'età. Nel 2017 ha vinto una medaglia di bronzo individuale ed una medaglia d'argento a squadre ai Mondiali di corsa campestre, nella gara juniores. Nel 2019 ha vinto una medaglia di bronzo nei 5000 m ai Giochi Panafricani ed ha conquistato un tredicesimo posto nella corsa seniores ai Mondiali di corsa campestre, nei quali ha anche vinto una medaglia d'argento a squadre.

## Palmarès
| Anno | Manifestazione     | Sede    | Evento         | Risultato | Prestazione | Note |
| ---- | ------------------ | ------- | -------------- | --------- | ----------- | ---- |
| 2015 | Africani U18       | Réduit  | 3000 m piani   | Argento   | 7'56"33     |      |
| 2015 | Mondiali U18       | Cali    | 3000 m piani   | Oro       | 7'54"45     |      |
| 2017 | Mondiali di cross  | Kampala | Corsa juniores | Bronzo    | 22'52"      |      |
| 2017 | Mondiali di cross  | Kampala | A squadre      | Argento   | 28 p.       |      |
| 2019 | Giochi panafricani | Rabat   | 5000 m piani   | Bronzo    | 13'31"41    |      |
| 2019 | Mondiali di cross  | Aarhus  | Corsa seniores | 13º       | 32'51"      |      |
| 2019 | Mondiali di cross  | Aarhus  | A squadre      | Argento   | 43 p.       |      |

## Campionati nazionali
2018
- Bronzo ai campionati kenioti, 5000 m piani - 13'39"86

2019
- 4º ai campionati kenioti, 10000 m piani - 27'47"86
- 4º ai campionati kenioti, 5000 m piani - 13'51"8

## Altre competizioni internazionali
2018
- 7º al Memorial Van Damme ( Bruxelles), 5000 m piani - 12'59"44
- 5º all'Athletissima ( Losanna), 5000 m piani - 13'04"97
- 7º ai London Anniversary Games ( Londra), 5000 m piani - 13'17"98
- 16º al Prefontaine Classic ( Eugene), 2 miglia - 8'31"92

2019
- 11º all'Athletissima ( Losanna), 5000 m piani - 13'09"79
- 4º allo Shanghai Golden Grand Prix ( Shanghai), 5000 m piani - 13'13"24
- 7º al Prefontaine Classic ( Eugene), 2 miglia - 8'18"09

2022
- 10º al Prefontaine Classic ( Eugene), 5000 m piani - 13'31"88
- 11º alla Mezza maratona di Ras al-Khaima ( Ras al-Khaima) - 1h00'11"

2023
- Bronzo alla Mezza maratona di Ras al-Khaima ( Ras al-Khaima) - 59'37"
- 9º alla 10K Valencia Ibercaja ( Valencia) - 27'32"